# Afranio Siagrio
Afranio Siagrio (en latín: Afranius Syagrius; 430-486 o 487), fue un general romano y magister militum y el último gobernante de un estado remanente en el norte de la Galia, actualmente llamado reino de Soissons (Gregorio de Tours lo llamaba Regnum Romanorum, «reino de los romanos»). Siagrio era conocido por los pueblos germánicos alrededor de la actual Soissons como «Rey de Romanos». La derrota de Siagrio a manos de Clodoveo I, rey de los francos, es considerada el final del dominio romano occidental fuera de la península itálica.
Siagrio heredó su posición de magister militum de su padre, Egidio, el último magister militum del Imperio romano de Occidente en las Galias. Siagrio preservó el territorio de su padre entre los ríos Somme y Loira alrededor de la actual Soissons tras el colapso del gobierno central en el Imperio romano de Occidente. Siagrio gobernó su enclave galorromano a partir de la muerte de su padre en 464 hasta el 486, cuando fue derrotado en batalla por Clodoveo I.

## Biografía

Reino de Siagrio.

Hijo de Egidio, tras la muerte de este en 464, Siagrio mantuvo hasta 486 el gobierno como dux del enclave de Suessionum o Reino de Soissons, después del colapso del Imperio romano de Occidente.
El reino de Siagrio fue destruido por la expansión territorial del Reino franco de Clodoveo I. Tras ser derrotado por los francos en la batalla de Soissons en el año 486, Siagrio pidió refugio a Alarico II, monarca del reino visigodo de Tolosa. Este, en vez de recibirlo, lo hizo prisionero y lo entregó a Clodoveo, quien mandó decapitarlo en 487.
Su régimen representó el último ejemplo registrado de una autoridad nativa galo-romana en la Galia.

## Descendientes
A pesar del asesinato de Siagrio, sus descendientes prosperaron en el reino de los francos. El rey Gontrán I envió a un conde Siagrio a una misión diplomática a Bizancio en el año 585. Otro descendiente realizó una gran donación de tierras a los monjes de la Abadía de Novalesa (Italia) en 739. Su último descendiente conocido fue abad de Nantua en 757.